# Вітфілд Діффі
Вітфілд Діффі (англ. Bailey Whitfield «Whit» Diffie; нар. 5 червня 1944, Квінз, Нью-Йорк, США) — один з найвідоміших американських криптографів, що заслужив світову популярність за концепцію криптографії з відкритим ключем.

## Ранні роки
Вітфілд Діффі народився в Нью-Йорку в родині Бейлі Діффі, який викладав Піренейську історію і культуру в Сіті Коледж Нью-Йорка, і Жюстін Луїзи Уітфілд, письменниці та вченого. Його інтерес до криптографії з'явився у віці 10 років, коли батько приніс додому багато книг по криптографії з бібліотеки англ. College Library City в Нью-Йорку.
Навчався в Сіті Коледж Нью-Йорка, любив переглядати всі книги в бібліотеці, пов'язані з криптографією. Однак цей інтерес тривав недовго й незабаром Діффі знайшов для себе багато нових захоплень, серед яких були середньовічні замки, ракети й навіть отруйні гази (свого часу він серйозно розглядав кар'єру військового). Під час навчання в старшій школі його інтереси помінялися знову, цього разу на математику. В результаті в 1965 році Діффі отримав ступінь бакалавра в Массачусетському технологічному інституті. Під час навчання в Массачусетському технологічному інституті Діффі проводив літні канікули, працюючи в Інституті Берклі. Після отримання ступеня в МТІ Діффі зацікавився комп'ютерами (до цього він ставився до них дуже зневажливо). В результаті він почав працювати на одного військового підрядника — компанію «Mitre Corporation» в Массачусетсі, що звільнило його від армійської служби й війни, що вибухнула на той момент війни у В'єтнамі. Його робота проходила в лабораторії штучного інтелекту МТІ, де він писав модулі для операцій з символами на LISP. Діффі залишив цю посаду в 1969 році, провівши багато часу з хакерами і зробивши безліч пропозицій щодо вдосконалення безпеки комп'ютерних систем, в яких він знайшов уразливості.

## Знайомство з Маккарті і робота в Стенфорді

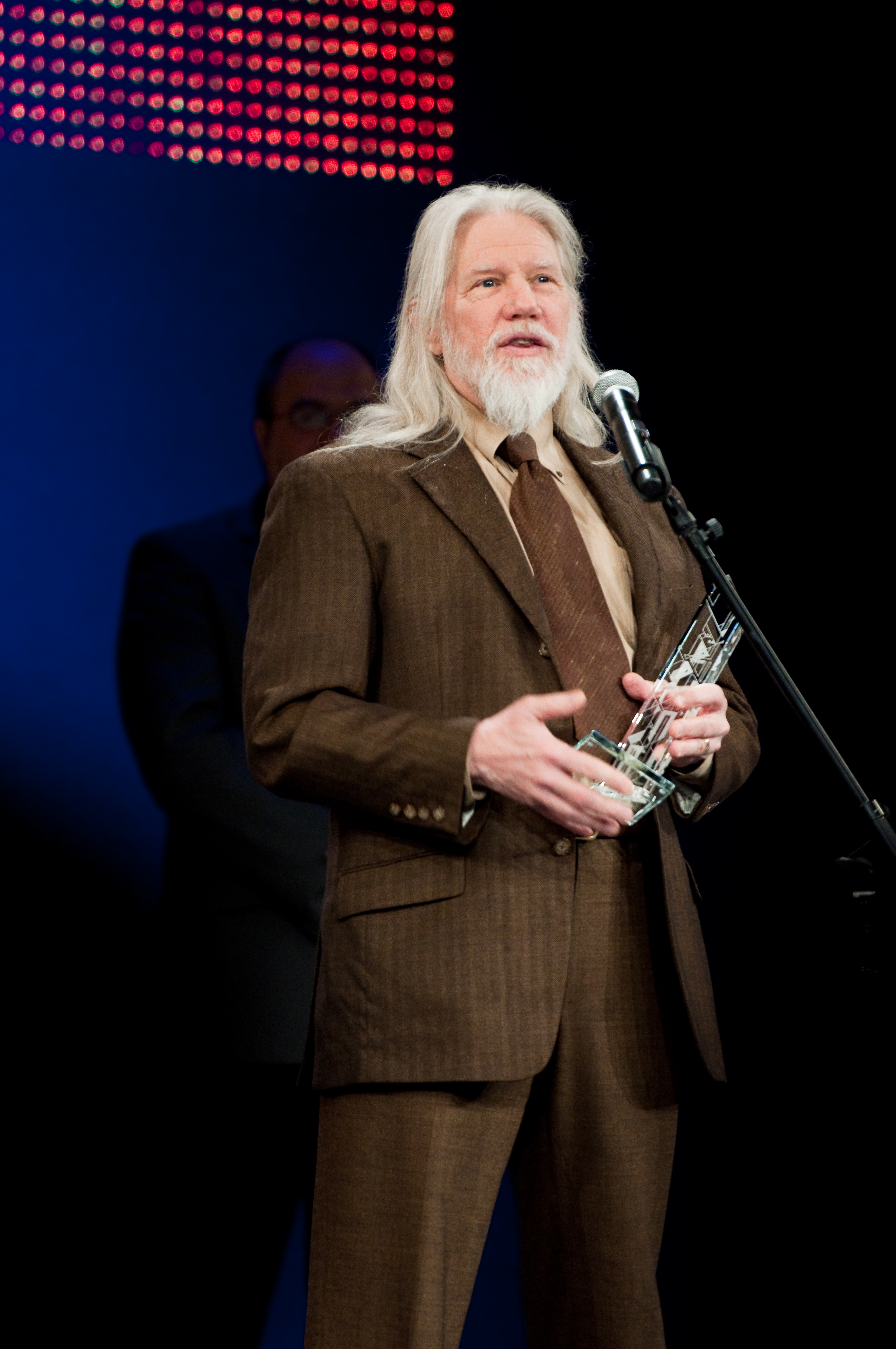
Вітфілд Діффі, 2010 рік

Залишивши МТІ, науковець приєднався до лабораторії штучного інтелекту Стенфордського університету, знову змінивши сферу своїх інтересів. Цього разу він захопився проблемами доказів правильності комп'ютерних програм і алгоритмів. У Стенфорді він працював під керівництвом Джона Маккарті над проектом, який спонсорувався з бюджету Агентства перспективних оборонних науково-дослідних розробок США. Одним із завдань проекту, поставлених міністерством оборони США, було об'єднання військових комп'ютерів, що знаходяться на віддалених відстанях один від одного. Таким чином, в разі виходу з ладу одного комп'ютера, інформація і вироблені обчислення не були б втрачені, а передавалася до інших членів мережі. Цей проект був названий ARPANET і став прабатьком мережі Інтернет.
Саме Маккарті був тією людиною, хто пробудив інтерес Діффі до криптографії, після чого Діффі невпинно займався нею, починаючи з 1972 року. Стурбований тим, що всі користувачі повинні були працювати на одному комп'ютері і що вся інформація зберігалася на центральній машині (доступ до якої мав адміністратор), Діффі зайнявся захистом інформації. Спочатку для нього це заняття було важким — хоч багато людей і працювали в цій сфері, багато робіт було засекречено, інші проводилися урядом. У 1974 році Маккарті був незадоволений кількістю часу, який Діффі витрачав на криптографію, і за спільною згодою Діффі був відсторонений від роботи. Після цього він вирішив здійснити подорож Сполученими Штатами, щоб зібрати більше інформації і познайомитися з іншими незалежними криптографами.

## Знайомство з Геллманом і відкритий ключ
Під час своєї подорожі Діффі познайомився з Мартіном Геллманом, професором Факультету електротехніки Стенфордського університету. Спочатку Геллман з небажанням погодився поговорити з Вітфілдом, так як ніколи до цього про нього не чув, проте після бесіди він зрозумів, що Діффі один з найбільш знаючих людей, яких він коли-небудь зустрічав. В результаті Геллман найняв Діффі як дослідника-програміста для своєї Стенфордської команди. Через деякий час до них приєднався Ральф Меркле, який залишив свою дослідницьку групу через розбіжності з керівництвом. Усіх трьох об'єднувало бажання вирішити проблему розподілу ключів, яка в той час вважалася нерозв'язним парадоксом. Вона полягала в тому, що якщо дві людини хочуть обмінятися секретною інформацією, вони повинні її зашифрувати, для чого відправник повинен скористатися секретним ключем, який в свою чергу сам є секретом. Виникає питання, яким чином передати секретний ключ одержувачеві, щоб той міг скористатися ним для розшифровки повідомлення. Їх робота так само була викликана недавнім випуском стандарту шифрування DES і заявою Діффі, що вся система може бути зламана машиною вартістю в 650 мільйонів доларів за тиждень. Після обговорення з Геллманом ця оцінка була уточнена, і їх результатом стала машина за 20 мільйонів, що працює один день. Наступні роздуми, публікації і розвиток інформаційних технологій різко зменшили вимоги, необхідні для злому DES. Для порівняння, за даними на 2012 рік, із завданням злому DES може впоратися комп'ютер вартістю десять тисяч доларів за один день.

## Подальша робота
У 1978 році Діффі почав працювати у відділі англ. Secure System Research компанії Northern Telecom в Каліфорнії, де він займався технологіями захисту інформації. Там він розробив ключову архітектуру управління для системи охорони PDSO для мереж X.25. З 1991 року по листопад 2009 року Вітфілд працював в Sun Microsystems на посаді «заслужений інженер», переважно займаючись криптографією з відкритим ключем. З 2010 року працює в компанії Internet Corporation for Assigned Names and Numbers на посаді віце-президента з інформаційної безпеки й криптографії.

## Свобода інформації та передбачення розвитку інформаційних технологій
Діффі вважається одним з перших шифропанків — людей, які вважають що приватна інформація є недоторканною і повинна бути захищена за допомогою криптографії. Він є затятим противником спроб уряду обмежити використання криптографії в персональних цілях і багато разів виступав в сенаті США, захищаючи свою позицію. У своїх доповідях він проводив аналогію з Америкою кінця вісімнадцятого століття, заявляючи, що після затвердження Білля про права двоє людей могли вільно обмінюватися інформацією, в той час як зараз люди не можуть спокійно пройти пару метрів без того, щоб не упевнитися, що ніхто не сидить в кущах з прослуховуючим пристроєм.
Діффі також одним з перших передбачив революцію в області інформаційних технологій, заявивши що, з огляду на темпи зростання потужностей обчислювальних систем і зменшення їх розмірів, незабаром комп'ютери стануть доступні всім бажаючим. Почавши роботу на ARPANet, він також передбачав створення інтернету, який свого часу він назвав «супермагістраль», що передає інформацію між користувачами. Ці передбачення були однією з причин, з яких Діффі всерйоз зайнявся проблемою розподілу ключів. Він був переконаний, що якщо люди будуть обмінюватися інформацією за допомогою комп'ютерів, вони повинні мати право на приватність і вміти зашифровувати необхідну інформацію.

## Особисте життя

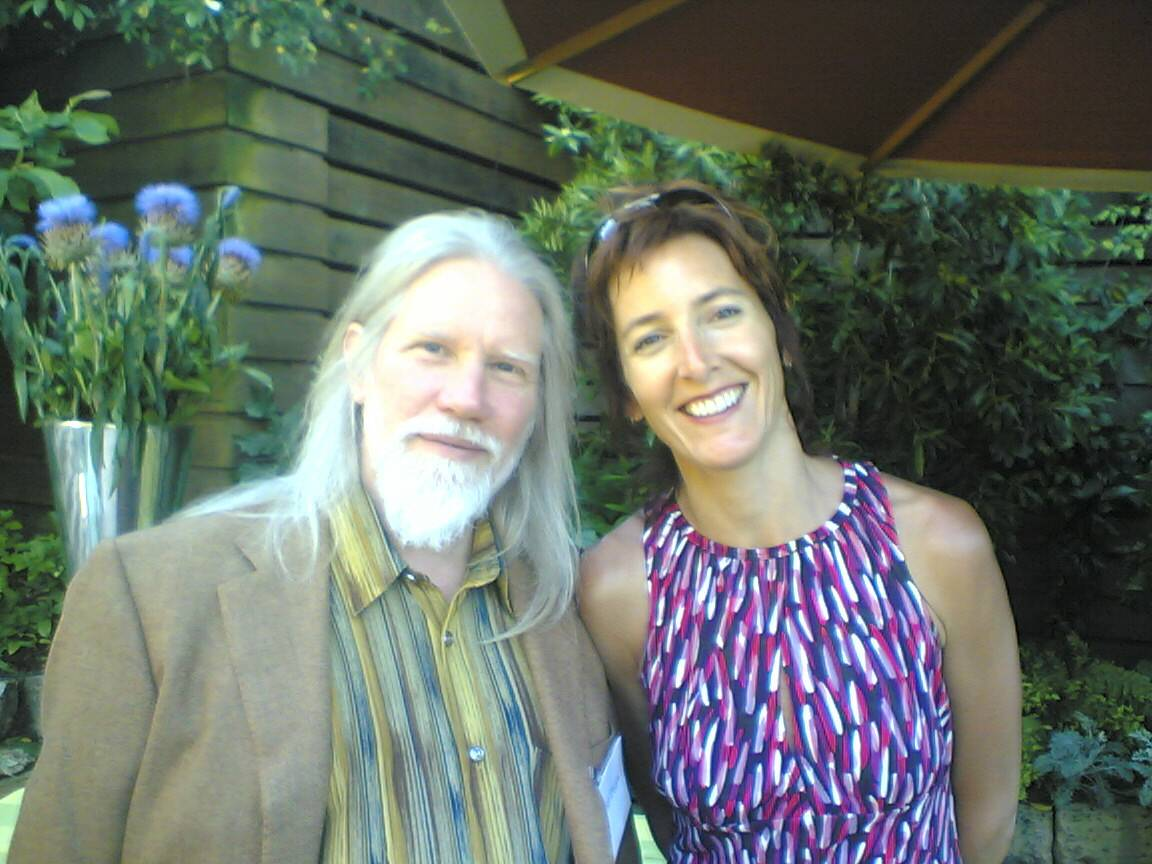
Вітфілд Діффі з дружиною

Під час своєї подорожі по США, в 1973 році, Діффі познайомився з єгиптологом Мері Фішер, яка згодом стала його дружиною. Як згадує Мері, Діффі знав, що вона завжди була захоплена космосом, тому їхнє перше побачення пройшло при запуску ракети «Скайлеб», куди вони потрапили під виглядом журналістів.
Мері стала опорою та підтримкою для Діффі й часто була єдиною причиною, чому він продовжував свої дослідження. У період роботи над концепцією шифрування з відкритим ключем у нього часто траплялися періоди довгих безрезультатних роздумів. В один з таких періодів Діффі був настільки засмучений, що називав себе невдахою, який нічого не доб'ється і навіть пропонував Мері його кинути. Однак вона завжди його розуміла і робила все можливе для його підтримки.

## Зовнішній вигляд
Особливо варто наголосити на тому, як Діффі одягався та на його філософію з приводу зовнішнього вигляду. Його довге біле волосся і біла борода в поєднанні з часто яскравими і різнобарвними костюмами створюють суперечливі асоціації.
Сам Діффі коментує свій стиль наступним чином:
|  | Люди завжди думають, що я вищий, ніж є насправді, але я кажу, що це - «ефект тигра»: неважливо скільки він важить фунтів і унцій; через свої стрибки він завжди здається більшим. |

## Нагороди та публікації
- У 1981 він удостоївся нагороди IEEE Donald E. Fink.
- У 1992 отримав ступінь доктора технічних наук від Швейцарської Вищої Технічної Школи Цюріха.
- У 1994, за заслуги в галузі кібернетики, він отримав нагороду EFF Pioneer Award від Electronic Frontier Foundation і так само був удостоєний нагороди Премія Канеллакіса за заслуги в інформаційних технологіях.
- У 1997 отримав нагороду Медаль Луїса Леві від Інституту Франкліна.
- У 1998 була опублікована книга Діффі Вітфілд і Сьюзен Ландау під назвою «Privacy on the Line», яка була доповнена і перевидана в 2007 році. В цьому ж році удостоївся премії Golden Jubilee Award for Technological Innovation від IEEE Information Theory Society.
- У 2000 отримав Премію Марконі.
- У липні 2008 був нагороджений докторським ступенем в Лондонському університеті.
- У 2010 отримав Медаль Річарда Геммінга.
- У 2015 отримав Премію Тюрінга.

Діффі є одним із засновників Marconi Foundation і Isaac Newton Institute.